# Tamara Panhełowa
Tamara Fedoriwna Panhełowa z domu Dunajska; ukr. Тамара Федорівна Пангелова (Дунайська) (ur. 22 sierpnia 1943 w Połtawie) – ukraińska lekkoatletka, biegaczka średniodystansowa, halowa mistrzyni Europy z 1972. W czasie swojej kariery startowała w barwach Związku Radzieckiego.

## Życiorys
Zdobyła brązowy medal w biegu na 1500 metrów na halowych mistrzostwach Europy w 1971 w Sofii, za Margaret Beacham z Wielkiej Brytanii i swoją koleżanką z reprezentacji ZSRR Ludmiłą Braginą. Na kolejnych halowych mistrzostwach Europy w 1972 w Grenoble zwyciężyła w tej konkurencji, wyprzedzając Braginę i Wasiłenę Amzinę z Bułgarii.
Zajęła 7. miejsce w biegu na 1500 metrów na igrzyskach olimpijskich w 1972 w Monachium. Na mistrzostwach Europy w 1974 w Rzymie zajęła 5. miejsce w biegu na 1500 metrów i 8. miejsce w biegu na 3000 metrów, a na halowych mistrzostwach Europy w 1975 w Katowicach zajęła 4. miejsce w biegu na 1500 metrów.
Panhełowa była mistrzynią ZSRR w biegu na 800 metrów w  1970, wicemistrzynią na tym dystansie w 1967 i brązową medalistką w 1971. W biegu na 1500 metrów była mistrzynią w 1967 i 1971 oraz wicemistrzynią w latach 1970 i 1972–1974. W hali była mistrzynią ZSRR w biegu na 1500 metrów w 1972.
Była rekordzistką Związku Radzieckiego w biegu na 1500 metrów wynikiem 4:10,2 osiągniętym 28 sierpnia 1971 w Moskwie.
Rekordy życiowe Panhełowej:
- bieg na 800 metrów – 2:04,0 (4 września 1967 w Kijowie)
- bieg na 1500 metrów – 4:06,45 (9 września 1972 w Monachium)
- bieg na 3000 metrów – 9:04,4 (15 lipca 1974 w Helsinkach)

Hokeistami zostali jej zięć Ramil Jułdaszew oraz wnuk Pyłyp Panhełow-Jułdaszew.